# De staatsgreep
De staatsgreep is een hoorspel van Otto Heinrich Kühner. Der Staatsstreich werd op 16 mei 1962 door de RIAS (Rundfunk im amerikanischen Sektor Berlins) uitgezonden. De NCRV zond het uit op maandag 9 maart 1964 (met een herhaling op vrijdag 6 september 1968). De vertaling was van Ad den Besten, Wim Paauw was de regisseur. Het hoorspel duurde 56 minuten.

## Rolbezetting
- Richard Flink (de president)
- Corry van der Linden (z’n secretaresse)
- Huib Orizand (de minister van justitie)

## Inhoud
De geest van het individu, de geest in het algemeen, heeft zijn eigen geschiedenis, onafhankelijk van de geschiedenis van de wereld, de geschiedenis van regeringen, revoluties, volkeren en staten. Dat demonstreert de staatsman, die aan zijn revolterende rivalen vrijwillig de macht overlaat. En hij toont daarmee bovendien aan, dat de berusting op meer activiteit kan berusten dan de daad, en dat echt prestige niet uit martiaal optreden, maar uit een royaal gedrag voortspruit. Met zijn geweldloosheid maakt hij het geweld en het machtsvertoon bespottelijk. De geweldloosheid bewijst de hogere macht te zijn. Dit alles speelt zich niet af op het niveau van het feitelijke (daar delft de geweldloze het onderspit en wordt geliquideerd), maar op het niveau van de poëtische werkelijkheid. Natuurlijk is dit hoorspel geen realistisch stuk (daarin zou waarschijnlijk het tegendeel beweerd moeten worden), maar een 'spel', dat zich van het historische louter als stof, als poëtisch 'materiaal' bedient, zoals de kunst immers steeds haar eigen wereld binnen het menselijke bestaan heeft, haar eigen stof, haar eigen waarheden, haar eigen uitdrukkingsvormen…